# 内海雅智
内海 雅智（うつみ まさとも、1974年1月13日 - ）は日本で活動するミュージカル俳優である。香川県高松市出身。劇団四季所属。

## 来歴
高松第一高等学校から東京芸術大学音楽部声楽科卒業後は高校で音楽教師をしていた。2000年9月に劇団四季のオーディションに合格し教師を退職してミュージカル俳優となった。
劇団四季では、ライオン・キングの主人公シンバの父親、ムファサ役で知られる。

## 主な出演

### 舞台
- オペラ座の怪人（ラウル）
- ミュージカル異国の丘（杉浦、蒋賢忠）
- 王様の耳はロバの耳（詩人チキン）
- ライオン・キング（ムファサ）
- 赤毛のアン（フィリップス先生）

### ラジオ
- ゆう6かがわ（2013年2月22日）